# 罗杰斯维尔 (阿拉巴马州)
罗杰斯维尔（英文：Rogersville），是美国阿拉巴马州下属的一座城市。面积约为3.03平方英里（约合7.86平方公里）。根据2010年美国人口普查，该市有人口1,257人，人口密度为414.44/平方英里（约合159.92/平方公里）。